# ماتيلدي أورتيز
ماتيلدي أورتيز (بالإسبانية: Matilde Ortiz)‏ هي لاعبة كرة الماء إسبانية، ولدت في 16 سبتمبر 1990 في مدينة فيراكروز في المكسيك.

## وصلات خارجية
- ماتيلدي أورتيز على موقع الاتحاد الدولي للسباحة (الإنجليزية)
- ماتيلدي أورتيز على موقع اللجنة الأولمبية الدولية (الإنجليزية)
- ماتيلدي أورتيز على موقع أوليمبيديا (الإنجليزية)